# Narrosse
Narrosse (gaskonsko Narròssa) je naselje in občina v francoskem departmaju Landes regije Akvitanije. Naselje je leta 2007 imelo 2.801 prebivalca.

## Geografija
Kraj leži v pokrajini Gaskonji 4,5 km vzhodno od središča Daxa.

## Uprava
Občina Narrosse skupaj s sosednjimi občinami Bénesse-lès-Dax, Candresse, Dax, Heugas, Oeyreluy, Saint-Pandelon, Saugnac-et-Cambran, Seyresse, Siest, Tercis-les-Bains in Yzosse sestavlja kanton Dax-Jug s sedežem v Daxu. Kanton je sestavni del okrožja Dax.

## Zanimivosti
- cerkev sv. Štefana iz 11. stoletja;